# باكايو

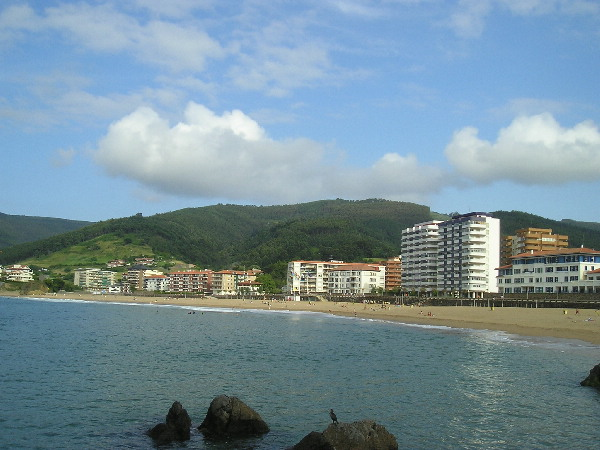
منظر للبلدية.

بلدية باكايو (بالإسبانية: Bakio)‏ هي بلدية تقع في مقاطعة بيسكاي, التي تقع في منطقة الباسك شمالي إسبانيا.

## وصلات خارجية
- (بالإسبانية)